# Alfredo Méndez-Gonzalez
Alfredo José Isaac Cecilio Francesco Méndez-Gonzalez CSC (* 3. Juni 1907 in Chicago; † 29. Januar 1995 in Cincinnati) war ein katholischer Bischof.
Nachdem Méndez-Gonzalez am 24. Juni 1935 in Washington, D.C., Priester wurde, ernannte ihn Papst Johannes XXIII. am 23. Juli 1960 zum römisch-katholischen Bischof von Arecibo in Puerto Rico. Die Bischofsweihe erfolgte am 28. Oktober 1960 in Notre Dame (Indiana) durch den Kardinal Francis Spellman. 1974 trat er als Bischof von Arecibo zurück und kehrte nach Kalifornien zurück.
1993 konsekrierte Mendez-Gonzalez unerlaubt in Carlsbad den ehemaligen Priester der Priesterbruderschaft St. Pius X. Clarence James Kelly (1941–2023).